# Norellisoma lesgiae
Norellisoma lesgiae är en tvåvingeart som beskrevs av Becker 1894. Norellisoma lesgiae ingår i släktet Norellisoma och familjen kolvflugor. Inga underarter finns listade i Catalogue of Life.